# Dalriada
Dalriada — угорський фолк-метал-гурт, заснований в 1998 році у місті Шопрон (Угорщина). Остаточно сформувався в лютому 2003 року, і  тільки після першого виступу  було обрано назву — до 2006 року відома як Echo Of Dalriada.
Після кількох концертів у грудні 2003 року видано демозапис «Walesi Bárdok» («Барди Уельсу») — кавер-версія на баладу Яноша Араня. У листопаді 2004 року видається перший альбом — Fergeteg («Шторм»). Починаючи з 2005 року колектив ще активніше грає в Угорщині, а також починає давати концерти за кордоном: Австрія, Німеччина, Румунія. Четвертий студійний альбом Szelek 2008 року мав успіх на батьківщині, займаючи друге місце в офіційному чарті «Mahasz». Характеризують свій стиль, як епічний фолк-метал з елементами угорської народної музики і музики епохи Відродження.

## Назва гурту
Дал Ріада (Dál Riata або Dalriada) — гельське королівство, утворене наприкінці V — початку VI ст. Було розташоване на західному березі Шотландії і північних узбережжях Ірландії (сучасна територія графства Антрім). У 843 році, об'єднавшись з королівством піктів, утворило королівство Шотландії.

## Назви альбомів
Назви альбомів запозичені з творів угорського письменника в жанрі фолк-хісторі Золтана Пала і нібито є дохристиянськими угорськими назвами місяців. Ніяких реальних підтверджень існування таких назв в Угорщині до прийняття християнства не існує. Так, «Fergeteg» — Січень, «Jégbontó» — Лютий, «Kikelet» — Березень, «Szelek» — Квітень, «Ígéret» — Травень, «Napisten» — Червень, «Áldás» — Липень, «Új Kenyér» — Серпень, «Őszelő» — Вересень, «Magvető» — Жовтень, «Enyészet» — Листопад, «Álom» — Грудень. Arany-Album і Forrás є винятком, так як перший містить пісні на вірші Яноша Араня, відомого угорського поета 19 століття, а назва акустичного альбому «Forrás» перекладається як «Джерело».

## Дискографія
| Рік  | Альбом          | Реліз            | Студія                      | Місце в британських чартах |
| ---- | --------------- | ---------------- | --------------------------- | -------------------------- |
| 2003 | A walesi bardok | Демо             | Self-released               | —                          |
| 2004 | Fergeteg        | Студійний альбом | Hammer Music / Nail Records | —                          |
| 2006 | Jégbontó        | Студійний альбом | Hammer Music / Nail Records | —                          |
| 2007 | Kikelet         | Студійний альбом | Hammer Music / Nail Records | 4                          |
| 2008 | Szelek          | Студійний альбом | Hammer Music / Nail Records | 2                          |
| 2009 | Arany-album     | Студійний альбом | Hammer Music / Nail Records | 4                          |
| 2011 | Ígéret          | Студійний альбом | AFM Records                 | 6                          |
| 2012 | Napisten hava   | Студійний альбом | Hammer Music / Nail Records | —                          |
| 2015 | Áldás           | Студійний альбом | Hammer Music / Nail Records | —                          |
| 2016 | Forrás          | Студійний альбом | Hammer Music / Nail Records |                            |
| 2018 | Nyárutó         | Студійний альбом |                             |                            |

## Склад гурту
Учасники
- Laura Binder — вокал, флейта, скрипка (1998-дотепер)
- Andras Ficzek — вокал (1998-дотепер), гітара (2000-дотепер)
- Matyas Nemeth-Szabo — гітара (2006-дотепер)
- Istvan Molnar — бас-гітара (2008-дотепер)
- Barnabas Ungar — клавіші, бек-вокал, харш вокал (2009-дотепер)
- Tadeusz Rieckmann — ударні, харш вокал, бек-вокал (2001-дотепер)
- Adam Csete — волинка, флейта, бек-вокал (сесійно з 2012 року) (з 2013 як повноцінний учасник)

За участі
- Attila Fajkusz — віолончель, тамбурин, бек-вокал (2007, 2009-дотепер)
- Erno Szoke — контрабас (2009-дотепер)
- Gergely Szoke — скрипка, лютня, акустична гітара, кобза (2009-дотепер)

Колишні учасники
- Peter Hende — гітара (1998-2001†)[5]
- Marcell Fispan — гітара (1998-2005)
- Gyorgy Varga — бас гітара, харш вокал (2002-2008)
- Gergely Nagy — клавіші (2003-2006)
- Andras Kurz — клавіші (2006-2009)